# Augie Colón
Pour les articles homonymes, voir Colon.
August Borero Colón, de son vrai nom Augie Colón  (né le 27 août 1927 et décédé le 4 juin 2004) est un musicien américain, percussionniste, bongocero, créateur de sons, qui a notamment fait partie du groupe de Martin Denny. Il connait un large succès avec le genre musical Exotica très en vogue à fin des années 1950 avec le jazz afro-cubain et le latin jazz. Il est décédé à l'âge de 76 ans, le 4 juin 2004, au Queen's Medical Center de Honolulu, des complications d'un diabète.

## Biographie

### Jeunesse et débuts
August Borero Colón, d'origine portoricaine est né en 1927. Ses parents étaient John B. Colon et Marie Borero. Il a eu 2 enfants d’un premier mariage dont une fille Juanita Noelani Colon.   Phyllis Uilani Kaahanui est sa seconde épouse pendant plus de 30 ans. Ils habitent depuis 1979 sur l'île de Molokai, dans l'état d'Hawaï. Il a eu 3 fils : August B. Lopaka Colón, lui aussi percussionniste renommé, Kaika Colón, sergent dans l'armée américaine en Afghanistan, et Kohn Kekoa Colón.
Sur les albums de Martin Denny, il est crédité sous le pseudonyme d'August Colon, son vrai prénom. En 1955, il joue au Don the Beachcomber's de Honolulu avec un combo qui incluait Augie Colon aux percussions et cris d’oiseaux, Arthur Lyman au vibraphone, John Kramer à la contrebasse et Martin Denny au piano. Le Don the Beachcombers plus tard a été renommé en Duke Kahanamoku's.
Martin Denny travaillera plusieurs années durant le percussionniste Augie Colón, « La première personne à jouer avec des bongos à Hawaï. » Colón était parfait pour imiter les chants des oiseaux exotiques.

### Reconnaissance musicale
Augie Colón est connu sur les îles d'Hawaï comme étant le Grandfather of Percussion » (littéralement « le grand-père des percussions »). La capacité d'Augie Colón à imiter les animaux et les oiseaux de la jungle est salué dès ses débuts, dans l'un des plus célèbres morceaux d'Exotica : Quiet Village et fait de lui une star internationale., Martin Denny déclare aux journalistes venus l'interviewer au sujet de la mort d'Augie Colón, talentueux et charismatique musicien qui est entré dans sa vie 50 ans plus tôt : « … En ce qui me concerne, cela marque la disparition d'un géant …[réf. nécessaire] . »
Il décède le 4 juin 2004 à l'âge de 76 ans des complications d'un diabète.

## Discographie

### Albums
- 1959 : Sophisticated Savage (Liberty Records)
- 1960 : Chant of the Jungle (Liberty Records)

### Albums collaboratifs
- 1958 : Quiet Village (Liberty Records) (pour Martin Denny)
- 1958 : Primitiva (Liberty Records) (pour Martin Denny)
- 1959 : Exotica Vol. III  (Liberty Records) (pour Martin Denny)
- 1961 : Forbidden Island (Liberty Records) (pour Martin Denny)
- 1961 : Exotic Percussion (Liberty Records) (pour Martin Denny)
- 1962 : A Taste of Honey (Liberty Records) (pour Martin Denny)
- 1963 :  A Nite At Forbidden City ∫ (Sounds of Hawaii Records) (pour Dee Dee McNeil and the Soul Sisters, Screamin' Jay Hawkins with Shoutin Pat, Augie Colón)

## Sources bibliographiques
- Livre Mondo Exotica: Sounds, Visions, Obsessions of the Cocktail Generation de Francesco Adinolfi (édition Duke University Press)
- Biographie nécrologique d’ "Augie Colón, 76, grandfather of percussions". Journal The Honolulu Advertiser" - Honolulu, Hawaii | 07 Jun 2004, Monday  •  Page 14.